# Храм Покрова Пресвятой Богородицы в Покровском-Стрешневе
Храм Покрова Пресвятой Богородицы в Покровском-Стрешневе — православный храм в районе Покровское-Стрешнево города Москвы. Бывший вотчинный храм при подмосковной усадьбе Покровское-Стрешнево.

## История
Церковь в Покровском-Стрешневе была построена в начале XVII века дьяком Михаилом Даниловым. Первые упоминания о храме относятся к 1629 году, сама церковь была построена примерно в 1620-х, когда Михаил Данилов выкупил эти земли у сына боярина Андрея Палицына.
Существует версия, что церковь была построена несколькими десятилетиями раньше, а около 1629 года к ней только пристроили трапезную. Эту версию поддерживали и более поздние владельцы усадьбы. Однако точная дата постройки церкви и сейчас остаётся неизвестной.
В 1750 году владелец усадьбы Пётр Стрешнев организовал перестройку церкви, в результате чего она приобрела черты стиля барокко. Тем не менее плановая конфигурация здания осталась прежней. Примерно через десять лет была достроена трёхъярусная колокольня. После этого церковь практически не меняла внешний вид до конца XIX века.
В период нашествия французов церковь подверглась осквернению — в ней устроили конюшню. В 1812 году сразу после победы храм переосвятили. Немногим позже был перестроен верхний ярус колокольни.
Во второй половине XIX века существенно увеличился приход. Владелица усадьбы, княгиня Евгения Шаховская-Глебова-Стрешнева, не хотела расширять древнюю церковь и пыталась добиться закрепления части прихожан за другим приходом, но ей это не удалось.
В 1894 году прихожане села Покровское-Подъелки попросили Московскую духовную консисторию ходатайствовать в строительное отделение при Московском губернском правлении о расширении церкви. По проекту перестройки была демонтирована старая трапезная, и появились два новых придела — Святителя Николая Чудотворца и Святых Апостолов Петра и Павла. Деньги на перестройку церкви выделил Пётр Боткин, член товарищества чайной торговли «Пётр Боткин и сыновья». В 1905 году были расписаны церковные стены и потолок, через 20 лет живопись была отреставрирована.
В 1931 году решением Мособлисполкома церковь была закрыта. По другой версии, её закрыли по распоряжению ВЦИК в 1932 году, а настоятель храма, отец Пётр (Вележев) был арестован.
После Великой Отечественной войны здание храма отвели топливной лаборатории НИИ гражданской авиации. С этого времени и до конца 1980-х значительно изменился внешний вид церкви: был разобран верхний ярус колокольни, потеряна глава храма и оформление интерьера, позднее на фасадах появилось выветривание лицевой поверхности кирпичной кладки, исказились детали фасадного декора.
Реставрация храма проходила в конце 1980-х — начале 1990-х под патронатом объединения «Росреставрация» по проекту архитектора С. А. Киселёва. В процессе реставрации были восстановлены не только ключевые элементы здания, но и элементы декора.
В 1992 году правительство России передало храм на баланс Русской Православной Церкви, началась кампания по сбору средств на его восстановление. 6 декабря 1993 года храм был освящён. Зимой 1994 года были заменены кровли, установлен купол и крест.
Работы по восстановлению храма не прекращаются и в данное время. В мае 2006 года белорусские специалисты с С. И. Бышневым во главе закончили последнюю из трёх мозаичных фресок на фасаде храма.
Во второй половине 2010-х годов при реставрации церкви ей был возвращён изначальный розовый цвет стен. Ведётся реставрация и возобновление росписей интерьеров.
Несмотря на то, что церковь много раз меняла внешний вид, она представляет большую историко-архитектурную ценность как один из немногих в Москве и области примеров вотчинного храма первой трети XVII века с нетрадиционным композиционным решением. Церковь находится под охраной государства как памятник архитектуры и входит в комплекс усадьбы Покровское-Глебово-Стрешнево.
В сентябре 2011 года Патриарх Московский и всея Руси Кирилл присвоил храму статус патриаршего подворья, теперь его официальное название следующее: «Подворье Патриарха Московского и всея Руси — храм Покрова Пресвятой Богородицы в Покровском-Стрешневе».

## Святыни
- Праздничная аналойная икона Покрова Пресвятой Богородицы;
- В центре — ковчег с частицей мощей Святителя Николая Чудотворца. Находится в Никольском приделе храма.
- Древний чудотворный образ Покрова Пресвятой Богородицы конца XVII — начала XVIII вв.
- Риза чудотворного образа Покрова Пресвятой Богородицы;
- Мощевик с мощами святых угодников Божиих: св. Феодора Суздальского, младенцев Вифлеемских от Ирода избиенных, преп. Ионы Почаевского, преп. Антония Оптинского младшего, свт. Иоасафа Белгородского, св. Ефрема, прпп. Ионы и Нектария Казанских, преп. Макария Калязинского, преп. Нектария Оптинского, преп. Шио Мгвимского (Грузинского), преп. Амвросия Оптинского, преп. Максима Грека, блаж. Феофила Киевского, свт. Митрофана Воронежского и многих других святых угодников Божиих.
- Образ святителя и чудотворца Николая, архиепископа Мир Ликийских. Находится в Никольском приделе храма[1].

## Духовенство
- Настоятель храма — иерей Михаил Титов
- Иерей Сергий Савченков
- Диакон Глеб[2]